# Partecipanti al Giro d'Italia 1984
Elenco dei partecipanti al Giro d'Italia 1984.
Il Giro d'Italia 1984 fu la sessantasettesima edizione della corsa. Alla competizione presero parte 19 squadre, ciascuna delle quali composta da nove corridori, per un totale di 171 ciclisti. La corsa partì il 17 maggio da Lucca e terminò il 10 giugno a Verona; in quest'ultima località portarono a termine la competizione 143 corridori.

## Corridori per squadra
Nota: R ritirato, NP non partito, FT fuori tempo, SQ squalificato.
| Del Tongo-Colnago        | Del Tongo-Colnago         | Del Tongo-Colnago        | Fanini-Wührer-Sibicar          | Fanini-Wührer-Sibicar          | Fanini-Wührer-Sibicar          | Murella-Rossin         | Murella-Rossin           | Murella-Rossin         |
| ------------------------ | ------------------------- | ------------------------ | ------------------------------ | ------------------------------ | ------------------------------ | ---------------------- | ------------------------ | ---------------------- |
| 1                        | Giuseppe Saronni          | 16º                      | 71                             | Jens Veggerby                  | 40º                            | 141                    | Gianbattista Baronchelli | 6º                     |
| 2                        | Emanuele Bombini          | R                        | 72                             | Steen-Michael Petersen         | 72º                            | 142                    | Roberto Bressan          | 132º                   |
| 3                        | Claudio Bortolotto        | 38º                      | 73                             | Giuliano Biatta                | 75º                            | 143                    | Franco Chioccioli        | 24º                    |
| 4                        | Roberto Ceruti            | 57º                      | 74                             | Ettore Bazzichi                | R                              | 144                    | Benedetto Patellaro      | 95º                    |
| 5                        | Rudy Pevenage             | 61º                      | 75                             | Nazzareno Berto                | 128º                           | 145                    | Dag Erik Pedersen        | 10º                    |
| 6                        | Maurizio Piovani          | 44º                      | 76                             | Francesco Bianchi              | R                              | 146                    | Filippo Piersanti        | R                      |
| 7                        | Sergio Santimaria         | 28º                      | 77                             | Erwin Lienhard                 | R                              | 147                    | Marino Polini            | 82º                    |
| 8                        | Guido Van Calster         | R                        | 78                             | Luciano Lorenzi                | 130º                           | 148                    | Giovanni Renosto         | 117º                   |
| 9                        | Leonardo Natale           | 32º                      | 79                             | Enrico Maestrelli              | R                              | 149                    | Daniel Willems           | 71º                    |
| Alfa Lum-Olmo            | Alfa Lum-Olmo             | Alfa Lum-Olmo            | Gemeaz Cusin-Zor               | Gemeaz Cusin-Zor               | Gemeaz Cusin-Zor               | Renault-Elf            | Renault-Elf              | Renault-Elf            |
| 11                       | Juan Carlos Alonso        | R                        | 81                             | Eduardo Chozas                 | 45º                            | 151                    | Laurent Fignon           | 2º                     |
| 12                       | Mauro Angelucci           | 115º                     | 82                             | Faustino Rupérez               | 13º                            | 152                    | Philippe Chevallier      | 108º                   |
| 13                       | Marino Amadori            | 41º                      | 83                             | Alberto Fernández Blanco       | 19º                            | 153                    | Bruno Wojtinek           | R                      |
| 14                       | Salvatore Maccali         | 30º                      | 84                             | Juan Fernández Martín          | 122º                           | 154                    | Martial Gayant           | 15º                    |
| 15                       | Orlando Maini             | 63º                      | 85                             | Álvaro Pino                    | R                              | 155                    | Dominique Gaigne         | 83º                    |
| 16                       | Giuseppe Martinelli       | 107º                     | 86                             | José Luis López Cerrón         | 136º                           | 156                    | Pierre-Henri Menthéour   | R 18ª                  |
| 17                       | Giuseppe Petito           | 55º                      | 87                             | Jesús Ignacio Ibáñez Loyo      | 62º                            | 157                    | Charly Mottet            | 21º                    |
| 18                       | Marino Lejarreta          | 4º                       | 88                             | Jesús Rodríguez Magro          | 26º                            | 158                    | Éric Salomon             | 47º                    |
| 19                       | Michael Wilson            | 102º                     | 89                             | Ángel Camarillo                | 85º                            | 159                    | Philippe Saudé           | 123º                   |
| Ariostea-Benotto         | Ariostea-Benotto          | Ariostea-Benotto         | Gis Gelati-Tuc Lu              | Gis Gelati-Tuc Lu              | Gis Gelati-Tuc Lu              | Sammontana-Campagnolo  | Sammontana-Campagnolo    | Sammontana-Campagnolo  |
| 21                       | Carmelo Barone            | 125º                     | 91                             | Francesco Moser                | 1º                             | 161                    | Moreno Argentin          | 3º                     |
| 22                       | Giuseppe Faraca           | R                        | 92                             | David Akam                     | 137º                           | 162                    | Claudio Corti            | 97º                    |
| 23                       | Luigi Ferreri             | 131º                     | 93                             | Roger De Vlaeminck             | R                              | 163                    | Fiorenzo Favero          | 109º                   |
| 24                       | Giovanni Moro             | 88º                      | 94                             | Stefano Giuliani               | 120º                           | 164                    | Piero Ghibaudo           | 60º                    |
| 25                       | Graziano Salvietti        | 79º                      | 95                             | Martin Havik                   | 129º                           | 165                    | Dario Mariuzzo           | 106º                   |
| 26                       | Amilcare Sgalbazzi        | 58º                      | 96                             | Palmiro Masciarelli            | 27º                            | 166                    | Alessandro Paganessi     | 36º                    |
| 27                       | Giovanni Viero            | 70º                      | 97                             | Piero Onesti                   | 116º                           | 167                    | Claudio Torelli          | 46º                    |
| 28                       | Marco Antonio López Durán | 135º                     | 98                             | Giuseppe Passuello             | 89º                            | 168                    | Jesper Worre             | 101º                   |
| 29                       | Paul Wellens              | 51º                      | 99                             | Ennio Salvador                 | 48º                            | 169                    | Raniero Gradi            | R                      |
| Atala-Campagnolo         | Atala-Campagnolo          | Atala-Campagnolo         | Gianni Motta-Linea M.D. Italia | Gianni Motta-Linea M.D. Italia | Gianni Motta-Linea M.D. Italia | Santini-Conti-Galli    | Santini-Conti-Galli      | Santini-Conti-Galli    |
| 31                       | Fiorenzo Aliverti         | R                        | 101                            | John Eustice                   | 99º                            | 171                    | Davide Cassani           | R                      |
| 32                       | Giancarlo Casiraghi       | 91º                      | 102                            | Claude Michely                 | R                              | 172                    | Daniele Caroli           | 86º                    |
| 33                       | Urs Freuler               | 98º                      | 103                            | Karl Maxon                     | 127º                           | 173                    | Mario Mariotti           | R                      |
| 34                       | Pierino Gavazzi           | 64º                      | 104                            | Daniel Franger                 | 78º                            | 174                    | Elio Festa               | 52º                    |
| 35                       | Daniel Gisiger            | 84º                      | 105                            | Rudy Weber                     | 138º                           | 175                    | Gino Stefani             | R                      |
| 36                       | Dante Morandi             | 126º                     | 106                            | Mike Carter                    | 118º                           | 176                    | Silvano Riccò            | R                      |
| 37                       | Mario Noris               | 96º                      | 107                            | Tom Rutledge                   | 141º                           | 177                    | René Koppert             | 105º                   |
| 38                       | Wladimiro Panizza         | 11º                      | 108                            | Greg Saunders                  | 143º                           | 178                    | Sven-Åke Nilsson         | 35º                    |
| 39                       | Gerhard Zadrobilek        | 77º                      | 109                            | Guy Janiszewski                | R                              | 179                    | David McFarlane          | 134º                   |
| Bianchi-Piaggio          | Bianchi-Piaggio           | Bianchi-Piaggio          | Magniflex-Cilo-Aufina          | Magniflex-Cilo-Aufina          | Magniflex-Cilo-Aufina          | Supermercati Brianzoli | Supermercati Brianzoli   | Supermercati Brianzoli |
| 41                       | Tullio Bertacco           | R                        | 111                            | Thierry Bolle                  | 140º                           | 181                    | Jonathan Boyer           | 43º                    |
| 42                       | Silvano Contini           | 34º                      | 112                            | Beat Breu                      | 8º                             | 182                    | Alfredo Chinetti         | 14º                    |
| 43                       | Valerio Piva              | 81º                      | 113                            | Antonio Ferretti               | 87º                            | 183                    | Giocondo Dalla Rizza     | 49º                    |
| 44                       | Alessandro Pozzi          | 42º                      | 114                            | Bernard Gavillet               | 29º                            | 184                    | Mauro Longo              | 90º                    |
| 45                       | Maurizio Viotto           | 112º                     | 115                            | Gilbert Glaus                  | R                              | 185                    | Giuliano Pavanello       | R                      |
| 46                       | Paolo Rosola              | 94º                      | 116                            | Marcel Russenberger            | 133º                           | 186                    | John Patterson           | R                      |
| 47                       | Alf Segersäll             | 74º                      | 117                            | Stefan Mutter                  | 33º                            | 187                    | Gianmarco Saccani        | 124º                   |
| 48                       | Ennio Vanotti             | 37º                      | 118                            | Hubert Seiz                    | 59º                            | 188                    | Giacinto Santambrogio    | 104º                   |
| 49                       | Fabrizio Verza            | 39º                      | 119                            | Daniel Wyder                   | 80º                            | 189                    | Ole Kristian Silseth     | 111º                   |
| Carrera-Inoxpran         | Carrera-Inoxpran          | Carrera-Inoxpran         | Malvor-Bottecchia              | Malvor-Bottecchia              | Malvor-Bottecchia              |                        |                          |                        |
| 51                       | Giovanni Battaglin        | 50º                      | 121                            | Mario Beccia                   | 9º                             |                        |                          |                        |
| 52                       | Guido Bontempi            | 93º                      | 122                            | Antonio Bevilacqua             | 119º                           |                        |                          |                        |
| 53                       | Giancarlo Perini          | 73º                      | 123                            | Leonardo Bevilacqua            | 100º                           |                        |                          |                        |
| 54                       | Czesław Lang              | 68º                      | 124                            | Giovanni Mantovani             | R                              |                        |                          |                        |
| 55                       | Bruno Leali               | 20º                      | 125                            | Silvestro Milani               | R                              |                        |                          |                        |
| 56                       | Luciano Loro              | 25º                      | 126                            | Bruno Vicino                   | 142º                           |                        |                          |                        |
| 57                       | Valerio Lualdi            | 110º                     | 127                            | Jürg Bruggmann                 | 121º                           |                        |                          |                        |
| 58                       | Glauco Santoni            | 22º                      | 128                            | Acácio da Silva                | 23º                            |                        |                          |                        |
| 59                       | Roberto Visentini         | 18º                      | 129                            | Vinko Polončič                 | 76º                            |                        |                          |                        |
| Dromedario-Alan-Sidermec | Dromedario-Alan-Sidermec  | Dromedario-Alan-Sidermec | Metauro Mobili-Pinarello       | Metauro Mobili-Pinarello       | Metauro Mobili-Pinarello       |                        |                          |                        |
| 61                       | Alfio Vandi               | 17º                      | 131                            | Lucien Van Impe                | 7º                             |                        |                          |                        |
| 62                       | Franco Conti              | 65º                      | 132                            | Vittorio Algeri                | 92º                            |                        |                          |                        |
| 63                       | Cesare Cipollini          | 113º                     | 133                            | Pierangelo Bincoletto          | 66º                            |                        |                          |                        |
| 64                       | Erminio Olmati            | 139º                     | 134                            | Riccardo Magrini               | 103º                           |                        |                          |                        |
| 65                       | Claudio Savini            | 53º                      | 135                            | Luciano Rabottini              | 67º                            |                        |                          |                        |
| 66                       | Marco Groppo              | R                        | 136                            | Frits Pirard                   | 69º                            |                        |                          |                        |
| 67                       | Eddy Schepers             | 12º                      | 137                            | Johan van der Velde            | 5º                             |                        |                          |                        |
| 68                       | Gottfried Schmutz         | 54º                      | 138                            | Flavio Zappi                   | 56º                            |                        |                          |                        |
| 69                       | Siegfried Hekimi          | 31º                      | 139                            | Marco Franceschini             | 114º                           |                        |                          |                        |

### Legenda
| Legenda          | Legenda | Legenda       | Legenda                                                  |
| ---------------- | --- | ------------- | -------------------------------------------------------- |
| Dorsale          | Dorsale di partenza del ciclista | Posizione     | Posizione finale nella classifica generale               |
| Maglia rosa      | Indica il vincitore della classifica generale                                                                                        | Maglia verde  | Indica il vincitore della classifica dei GPM             |
| Maglia ciclamino | Indica il vincitore della classifica a punti                                                                                         | Maglia bianca | Indica il vincitore della classifica dei giovani         |
| NP               | Indica un ciclista che non è ripartito in una tappa la mattina                                                                       | R             | Indica un ciclista che si è ritirato in una tappa        |
| FTM              | Indica un ciclista che ha concluso una tappa fuori tempo, ossia ha impiegato più tempo rispetto a quanto stabilito dal tempo massimo | EX            | Corridore escluso per non aver rispettato il regolamento |

## Corridori per nazione
Le nazionalità rappresentate nella manifestazione sono 19; in tabella il numero dei ciclisti suddivisi per la propria nazione di appartenenza:
| Numero corridori | Nazione                                                                  |
| ---------------- | ------------------------------------------------------------------------ |
| 99               | Italia                                                                   |
| 15               | Svizzera                                                                 |
| 11               | Spagna                                                                   |
| 9                | Francia                                                                  |
| 8                | Belgio                                                                   |
| 7                | Stati Uniti                                                              |
| 4                | Paesi Bassi                                                              |
| 3                | Danimarca                                                                |
| 2                | Australia, Gran Bretagna, Norvegia, Svezia                               |
| 1                | Austria, Germania, Lussemburgo, Messico, Polonia, Portogallo, Jugoslavia |